# Kostroma (by)
 For alternative betydninger, se Kostroma (flertydig). (Se også artikler, som begynder med Kostroma)
Kostroma (russisk: Кострома, tr. Kostroma) er en by i Kostroma oblast i den vestlige del af Den Russiske Føderation. Kostroma er administrativt center i oblasten, og har 267.481(2021) indbyggere.

## Geografi
Kostroma ligger ved sammenløbet af Volga og Kostromafloden, 301 km nordøst for Moskva og 306 km fra MKAD via M8 og P600, 65 km fra Jaroslavl og 105 km fra Ivanovo.

### Klima
Kostroma har fastlandsklima med lange, kolde vintre og korte, varme somre. Den koldeste måned er januar med en gennemsnitstemperatur på -9,4 °C, den lavest målte temperatur i Kostroma var -46,4 °C. Den varmeste måned er juli med en gennemsnitstemperatur på 13,9 °C, den højest målte temperatur i Kostroma var 37,3 °C i august måned. Den gennemsnitlige årlige nedbør er 625 mm.

## Historie
Kostroma blev grundlagt i 1152 af Jurij Dolgorukij, og i 1200-tallet. Kostroma blev ligesom andre byer i østlige Rus plynret af Mongolerne i 1238. Byen var derefter fyrstesæde i det lille uafhængige Kostromskoje fyrstendømme under ledelse af prins Vasilij af Kostroma, en yngre bror til den berømte Alexander Nevskij. Efter at have arvet storfyrstetitlen i 1271 forlod Vasilij byen for Vladimir, og hans efterkommere styrede Kostroma i endnu et halvt århundrede, indtil byen blev købt af Ivan 1. af Moskva.

## Demografi
Tekst mangler, hjælp os med at skrive teksten

## Administrativ inddeling
Tekst mangler, hjælp os med at skrive teksten

## Seværdigheder
Den historiske bymidte fortrinsvis fra slutningen af den klassicistiskeepoke 1700 og 1800-tallet. De mest interessante bygninger fra før Peter den Stores tid er Ipatevskij og Bogojavlensko-Anastasiin klostrene.
Byen har officiel status som "historisk", og indgår i "Ruslands Gyldne Ring".